# Перейра Лопес, Педро Габриэл
Педро Габриэл Перейра Лопес (порт. Pedro Gabriel Pereira Lopes), также Педриньо (порт. Pedrinho; род. 10 ноября 1999, Сан-Паулу) — бразильский футболист, нападающий московского «Локомотива», выступающий на правах аренды за бразильский клуб «Куяба».

## Клубная карьера

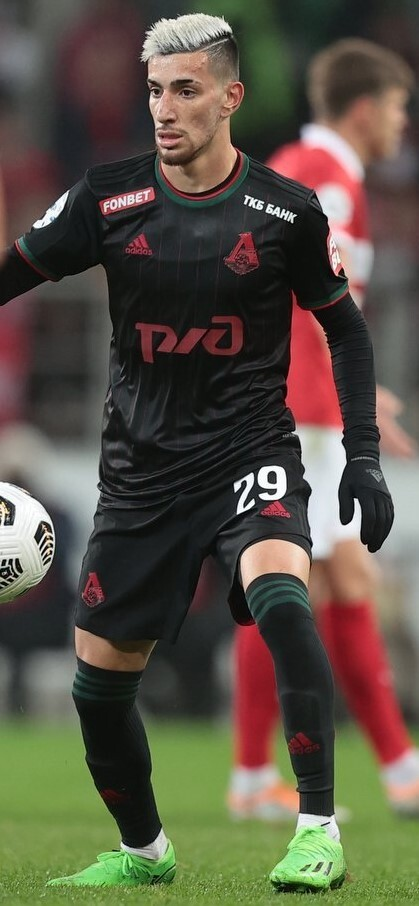
Педриньо в составе «Локомотива»

Педриньо — воспитанник клубов «Анхангуэра», «Жувентус», «Гремио Осаско» и «Аудакс Сан-Паулу». В 2017 году он был включён в заявку на сезон последних. В том же году для получения игровой практики Педриньо на правах аренды перешёл в «Оэсте». 7 октября в матче против «Гураани» он дебютировал в бразильской Серии B. В поединке Лиги Паулиста против «Бататаиша» Педро забил свой первый гол за «Оэсте». По окончании аренды он вернулся в «Аудакс Сан-Паулу».
В 2019 году Педриньо перешёл в «Атлетико Паранаэнсе». 11 августа в матче против «Ботафого» он дебютировал в бразильской Серии A. 18 января 2020 года в поединке Лиги Паранаэнсе против «Униона» Педро сделал «дубль», забив свои первые голы за «Атлетико Паранаэнсе». 15 февраля в матче Лиги против «Толедо» он сделал хет-трик. Во второй половине года Педро на правах аренды вернулся в «Оэсте».
В начале 2021 года Педриньо перешёл в «Ред Булл Брагантино». 18 апреля в матче Лиги Паулиста против «Мирасола» он дебютировал за новую команду. В поединке против «Понте-Прета» Педро забил свой первый гол за «Ред Булл Брагантино». В 2022 году Педриньо был арендован клубом «Америка Минейро». 23 февраля в матче Кубка Либертадорес против парагвайского «Гуарани» он дебютировал за новую команду. 2 марта в ответном поединке Педро забил свой первый гол за «Америку Минейро».
В сентябре 2022 года Педриньо перешёл в московский «Локомотив», подписав контракт на 4 года. Сумма трансфера составила 3,5 млн евро. 11 сентября в гостевом матче против «Факела» (0:2) дебютировал в РПЛ. 28 сентября в поединке Кубка России против подмосковных «Химок» (5:0) игрок забил четыре мяча и стал первым футболистом в российской истории «Локомотива», отметившимся «покером».
В начале 2023 года Педриньо на правах аренды перешёл в «Сан-Паулу». 15 января в матче Лиги Паулиста против «Итуано» он дебютировал за новую команду. 27 января в поединке против «Португеза Деспортос» игрок забил свой первый гол за «Сан-Паулу». Летом того же года Педриньо вернулся в «Америку Минейро».

## Достижения
«Атлетико Паранаэнсе»
- Победитель Лиги Паранаэнсе — 2020